# Krzyż Wolności Haakona VII
Krzyż Wolności Haakona VII (nor. Haakon VIIs Frihetskors lub Haakon VIIs Fridomskross) – medal Królestwa Norwegii, nadawany norweskim i cudzoziemskim cywilom i wojskowym za wybitne zasługi w czasie II wojny światowej, zarówno bojowe jak administracyjne.

## Historia i insygnium
Statuty jednoklasowego odznaczenia zostały ustanowione 18 maja 1945 tuż przed powrotem króla Haakona VII do ojczyzny po latach wygnania w Wielkiej Brytanii, krzyż nadawano od lata 1945. Nadawany było osobiście przez króla podczas konsylium, tzn. posiedzenia rządu w obecności monarchy. Uprawnienia do wnioskowania posiadało w przypadku wojskowych norweskie MON, w przypadku cudzoziemców norweskie MSZ i w przypadku osób cywilnych norweskie MSW. W precedencji odznaczeń norweskich zajmuje czwarte miejsce, po Krzyżu Wojennym, Orderze św. Olafa i Orderze Zasługi, przed Medalem św. Olafa. Jednocześnie z Krzyżem Wolności ustanowiono Medal Wolności Haakona VII.
Oznaka odznaczenia to emaliowany na biało krzyż maltański bez kulek na zakończeniach ramion. W medalionie środkowym awersu znajduje się w czerwonym polu srebrny monogram Haakona VII uwieńczony literą „V” (łac. Victoria). Na rewersie umieszczony jest napis: „Alt for Norge 7 juni 1945” („Wszystko dla Norwegii 7 czerwca 1945”), data jest dniem powrotu króla z wygnania do ojczyzny. Odznaczenie noszone jest na lewej piersi na błękitnej wstążce z obustronnymi białymi bordiurami. W przeciwieństwie do wielu innych odznaczeń norweskich Krzyż Wolności nie podlega zwrotowi do kancelarii królewskiej po zgonie odznaczonego.